# Завод азотних добрив в Ас-Понтес-де-Гарсія-Родрігез
Завод азотних добрив в Ас-Понтес-де-Гарсія-Родрігез – колишній виробничий майданчик на північному заході Іспанії.
В першій половині 1940-х на тлі міжнародної напівізоляції іспанський уряд створив компанію Calvo Sotelo de Combustibles Líquidos y Lubricantes (ENCASO), що мала спорудити кілька комплексів з виробництва рідкого палива та різноманітних хімічних продуктів з вугілля та горючих сланців. Один з таких комплексів мав базуватись в Галісії на родовищі лігніту в Ас-Понтес-де-Гарсія-Родрігез та почав діяльність із запуску в 1949-му ТЕС Ас-Понтес. 
В 1950-му стартувало будівництво заводу азотних добрив, який офіційно відкрили в 1959-му. Технологічний процес передбачав газифікацію лігніту із отриманням водню, який реакцією із виділеним з повітря азотом перетворювали на аміак. Далі аміак використовували для продукування нітратної кислоти та нітрату амонію (продукт реакції нітратної кислоти з аміаком), після чого з використанням вапняку отримували головний кінцевий продукт – кальцій-аміачну селітру, проектна потужність заводу по якій становила 100 тисяч тонн на рік, що потребувало 64 тисяч тонн лігніту. Що стосується аміаку, то потужність майданчику по цьому продукту станом на початок 1970-х рахувалась як 22 тисячі тонн на рік. 
В 1970-х активи ENCASO почали передавати іншим державним струтурам, зокрема, завод добрив в Ас-Понтес дістався спеціалізованій у цій галузі компанії ENFERSA.
В 1980-х іспанська промисловість добрив потрапила у кризу, що призвела до закриття цілого ряду підприємств. Одним з них став майданчик у Пуентес-де-Гарсія-Родрігез, який пропрацював дещо менше за три десятки років. Наразі на території заводу добрив розмістили парогазовий блок ТЕС Ас-Понтес.